# Ibsen (krater)
Ibsen är en nedslagskrater på planeten Merkurius. Ibsen är ungefär 159 kilometer i diameter.
1976 namngavs den efter den norske författaren och dramatikern Henrik Ibsen.